# Jimmy Murphy
James Patrick Murphy, mais conhecido como Jimmy Murphy (Pentre, 8 de agosto de 1910 — Manchester, 14 de novembro de 1989) foi um futebolista e técnico de futebol galês.

## Como jogador
Passou quase toda a carreira no West Bromwich Albion, onde profissionalizara-se ainda com 17 anos, em 1928. Foi apenas em 1932 que se firmou no West Bromwich, que na temporada anterior conseguira o acesso para a Primeira Divisão. Ajudaria o mediano time a ficar quatro temporadas seguidas entre os dez primeiros, incluindo um quarto lugar na de 1932/33. Nesse ano, recebeu sua primeira convocação para a Seleção Galesa.
Em 1935, o West Brom chegou à final da FA Cup, mas perdeu por 2 x 4 para o Sheffield Wednesday. Seria o mais perto de um título que Murphy conseguiria como jogador. Em 1938, após dez anos no clube, transferiu-se para o Swindon Town, mas a Segunda Guerra Mundial interromperia sua carreira. Alistado no exército, em uma discussão sobre futebol, conheceria Matt Busby. Quando este foi chamado para treinar o Manchester United após o término do conflito, chamou Murphy imediatamente para ser seu assistente.

## Assistente técnico no Manchester United
Como Busby, formaria parceria na comissão técnica do clube, então decadente equipe de médio porte cujo último título importante fora o campeonato inglês em 1911. Ele e o escocês participam não só das instruções táticas, como também na contratação de jogadores e nas sessões de treinamento, algo inovador na época. Os resultados logo aparecem e o clube, com o retorno das disputas da Liga Inglesa, termina as três primeiras edições pós-guerra (1947, 1948 e 1949) na segunda colocação, além de vencer em 1948 a FA Cup, seu primeiro título desde a segunda divisão de 1936. 
Outro vice no campeonato vem em 1951. O primeiro título na liga em mais de meio século finalmente vem na edição seguinte. Nas quatro temporadas seguintes, entretanto, o United só consegue no máximo um quarto lugar. Busby e Murphy então coordenam uma safra jovem que assombrará o país: com média de idade de 22 anos, o elenco, apelidado de Busby Babes, "Bebês de Busby", é campeão em 1955 fazendo 103 gols no processo. Com isso, torna-se o primeiro time inglês a disputar a Copa dos Campeões da UEFA, recém-criada. O United, que conquista o bi inglês, só é parado no torneio europeu pelo detentor do título, o poderoso Real Madrid, nas semifinais.

## Breve período como técnico

### País de Gales
No início de 1958, Murphy é chamado para treinar o País de Gales em paralelo ao seu trabalho no Manchester. Os galeses, que estavam eliminados da disputa por vaga na Copa do Mundo daquele ano, ressuscitam nas Eliminatórias por decisão extracampo: a FIFA que a Seleção Israelense não pode ir ao mundial sem disputar um jogo: todos os países asiáticos e africanos selecionados para enfrentá-la haviam-se recusado, como forma de boicote. 
A entidade sorteia entre as seleções europeias que terminaram em segundo lugar (e, com isso, eliminadas) em seus grupos para enfrentar Israel. Os primeiros sorteados são os belgas, que também recusam. Os galeses são chamados em seguir e dois jogos são marcados, para 15 de janeiro em Israel e 5 de fevereiro em Gales. Murphy coordena os britânicos a duas vitórias por 2 x 0 e consegue o que é até hoje a única classificação dos galeses para uma Copa.

### Manchester United
A celebração da classificação é substituída pela trágica surpresa no dia seguinte: o avião que levava o Manchester United de volta à Inglaterra após o time ter classificado-se novamente para as semifinais da Copa dos Campeões em empate em 3 x 3 contra os iugoslavos do Estrela Vermelha cai em Munique, onde fizera escala. O desastre aéreo provoca a morte de sete jogadores do time, além membros da direção e comissão técncia do clube, jornalistas e outros passageiros. Busby sobrevive, mas fica impossibilitado de exercer suas funções por um certo período. Murphy é então chamado para ser o técnico interino do United.
Treze dias após o acidente, Murphy comanda o clube em seu primeiro jogo após a tragédia. Com o elenco reserva, bate o Sheffield Wednesday por 3 x 0 pela FA Cup. Dois dias depois, um dos sobreviventes do acidente e grande estrela do time, Duncan Edwards, não resiste aos ferimentos e morre. Em março, o United passa pelo West Bromwich e pelo Fulham e chega à final, a ser disputada em maio contra o Bolton Wanderers. Já contando com alguns dos sobreviventes no elenco, como Harry Gregg, Bill Foulkes, Dennis Viollet e Bobby Charlton, o time perde por 0 x 2. No mesmo mês, é eliminado da Copa dos Campeões pela equipe italiana do Milan. No campeonato inglês, o Manchester termina em nono.

### Copa do Mundo de 1958
Em junho, Murphy volta a treinar seu país, para as disputas do mundial na Suécia. Um de seus chamados é Colin Webster, do Manchester. Os galeses surpreendem ao conseguir classificarem para as oitavas-de-final em disputa direta contra a favorita Hungria, de virada. No jogo, entretanto, o melhor jogador do time, John Charles, lesiona-se e tem de ficar de fora das oitavas-de-final, contra a sensação Brasil. Os sul-americanos vencem com o primeiro gol do garoto Pelé em Copas.

## Após a Copa
Murphy voltou às suas funções de assistente técnico do United, recusando convites para treinar outras equipes. Permaneceu no cargo até o fim da temporada de 1971, que marcou também a saída de Matt Busby do comando técnico. No período, o time ressurgiria como grande força do país, conquistando dois campeonatos ingleses, uma FA Cup e o mais importante, o título na Copa dos Campeões em 1968, dez anos após Munique.
Jimmy Murphy faleceu em Manchester, em 14 de novembro de 1989, aos 79 anos.